# Le Fugeret
Le Fugeret é uma comuna francesa na região administrativa da Provença-Alpes-Costa Azul, no departamento dos Alpes da Alta Provença. Estende-se por uma área de 28,38 km². Em 2010 a comuna tinha 210 habitantes (densidade: 7,4 hab./km²).